# Jan Baptist Tétar van Elven

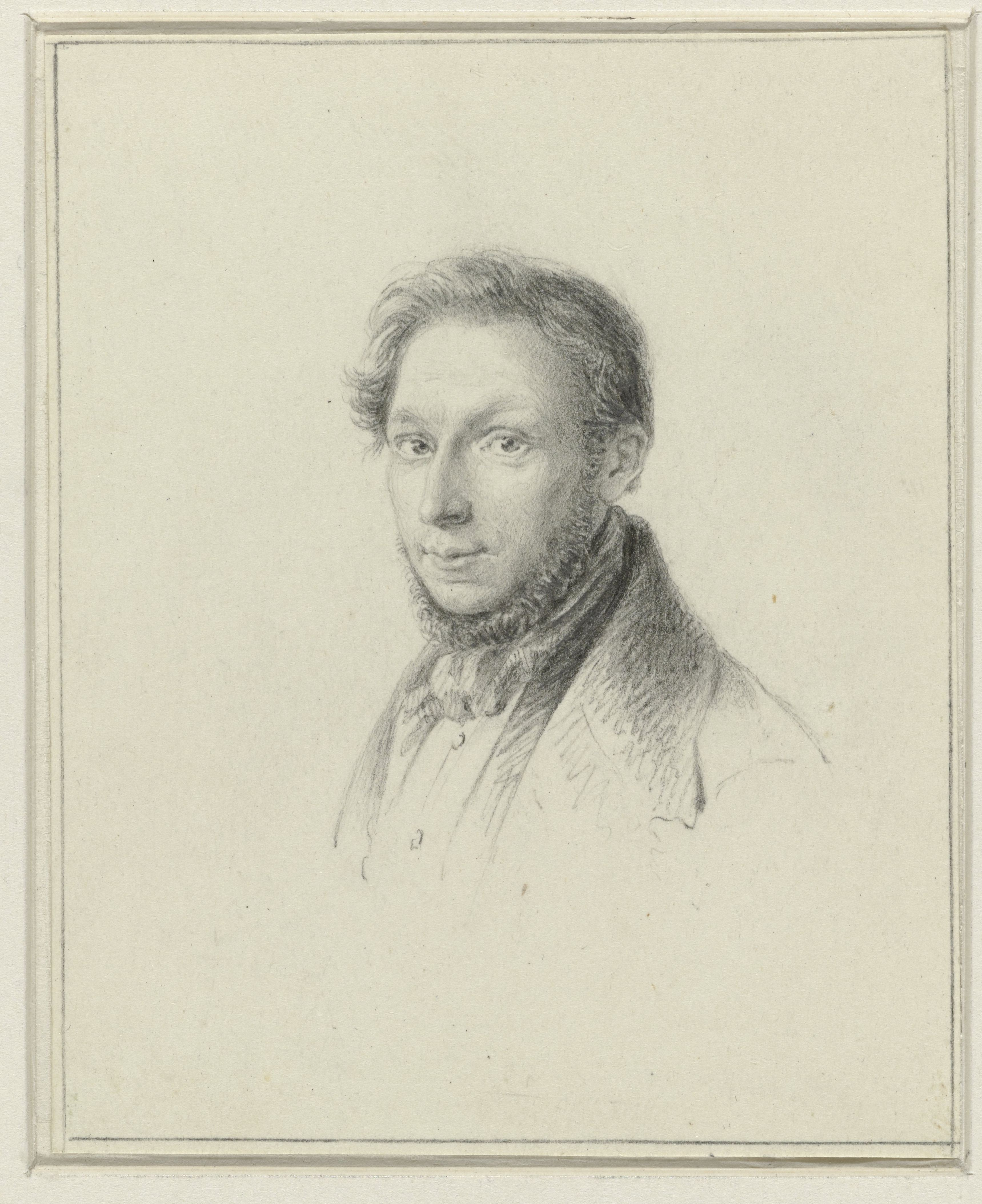
Zelfportret 1841

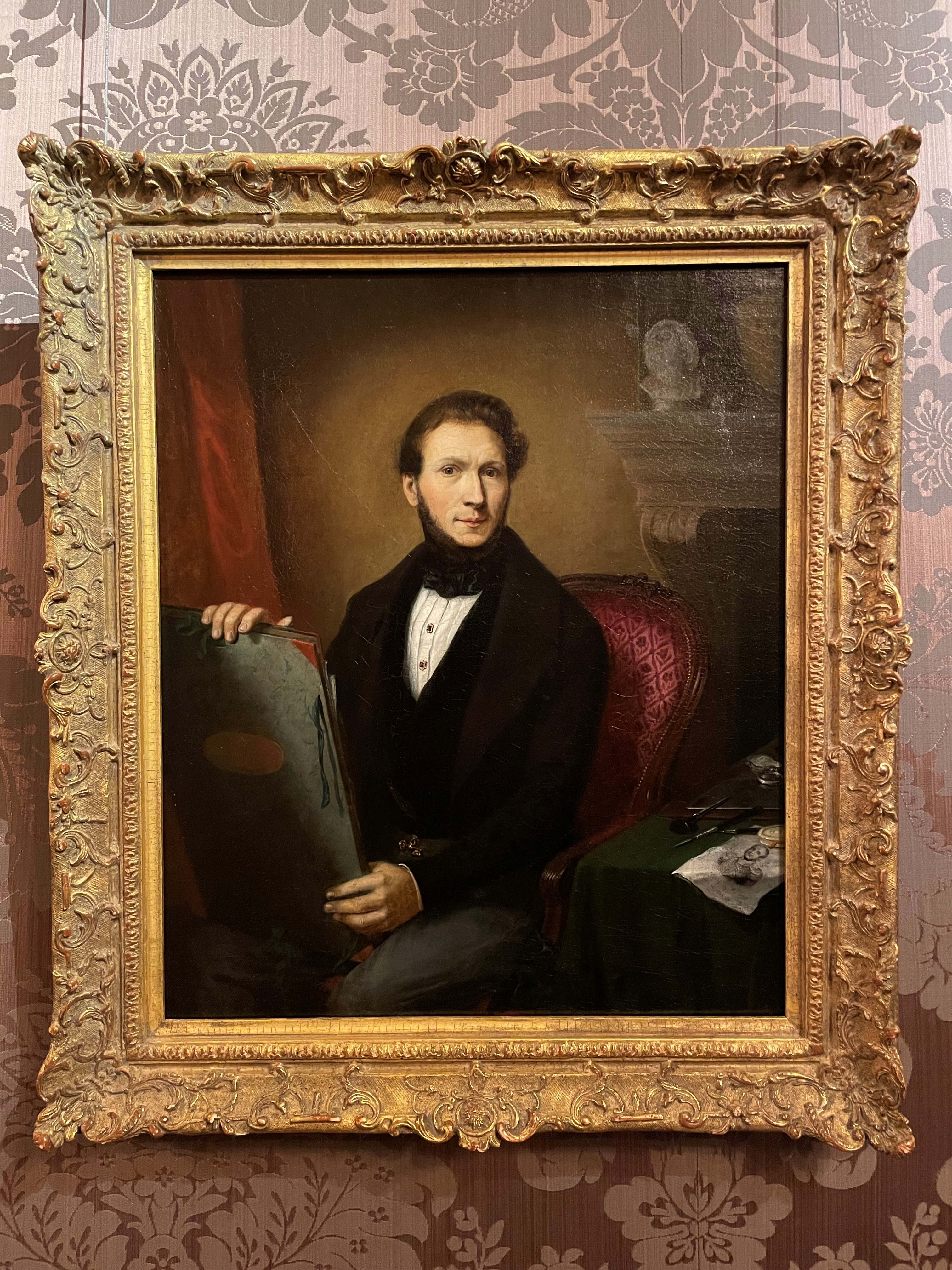
Zelfportret van Jan Baptist Tétar van Elven, 1841, collectie Kunstmuseum, in bruikleen bij Museum Paul Tétar van Elven

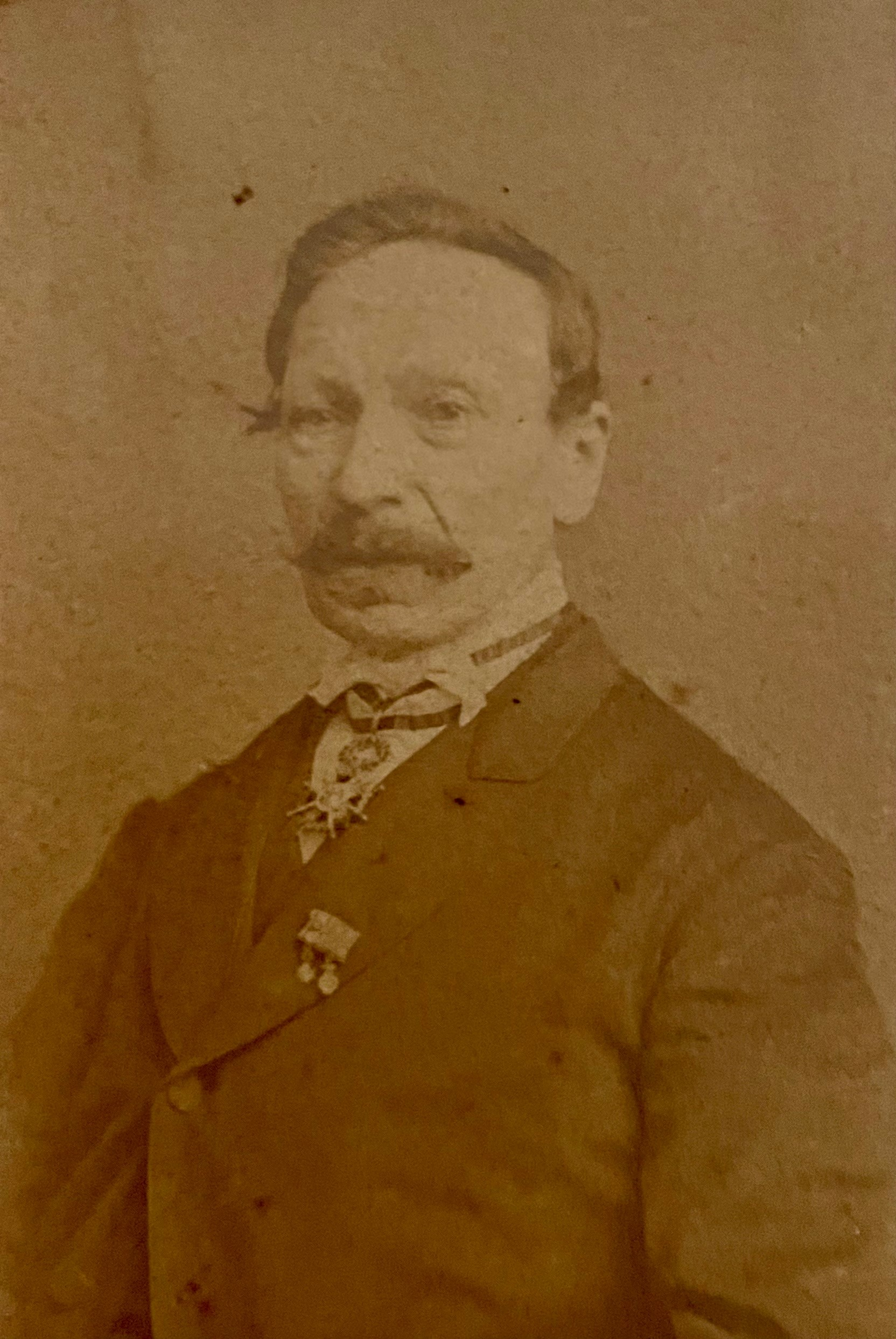
Fotoportret van Jan Baptist Tétar van Elven

Jan Baptist Tétar van Elven (Amsterdam, 11 februari 1805 - Voorschoten, 27 juli 1889) was een Nederlandse graveur en kunstschilder van kerkinterieurs, stadsgezichten en portretten. Hij was de vader van Pierre en J. Eduard Tétar van Elven en een halfbroer van Paul Tétar van Elven, allen kunstschilder van beroep en telgen van de kunstenaarsfamilie Tétar van Elven. Vanaf 1834 was hij de directeur van de Tekenschool van de Maatschappij tot Nut van 't Algemeen in Amsterdam, bekend als het Teeken-Instituut.

## Leven en werk
Jan Baptist werd op 11 februari 1805 geboren in Amsterdam en dezelfde dag gedoopt in de Franse kapel aan de Boommarkt (thans de Nieuwezijds Voorburgwal) als Jean Baptiste van Elven. Hij werd vernoemd naar zijn grootvader van moeders zijde. Gedurende zijn leven zou hij de namen Jean Baptiste, Jan Baptist, Johannes Baptist en Johannes Baptistus gebruiken, maar in de familie werd hij Jan genoemd. Zijn werk signeerde hij aanvankelijk als Tétar van Elven, maar nadat meer familieleden schilder werden als J.B. Tétar van Elven.   
Zijn vader was de stenograaf en letterkundige Henricus Lambertus (Henri) van Elven (1781-1855), een zoon van de laarzenmaker Martinus (Martin) van Elven uit Weert en de half-Duitse Gerarda (Gerritje) Henkelman uit Amsterdam. De familie Van Elven kwam oorspronkelijk uit Weert maar is hoogstwaarschijnlijk gerelateerd aan de heren van de Elvenschans. 
Zijn moeder was Anne Françoise Felicité Tétar (1776-1810), een dochter van de schoenmaker Jean Baptiste Tétar uit La Rochelle en Françoise Boussu, die een dochter was van de vioolbouwer Benoit Joseph Boussu, wiens werk is te zien in het Muziekinstrumentenmuseum in Brussel. Zijn oudere broer was Martinus Gerardus Tétar van Elven. Na de dood van Anne in 1810 zette Henri haar achternaam voor de zijne, waardoor de familienaam Tétar van Elven is ontstaan. Een jaar later hertrouwde hij met  Dorothea Carolina de Hosson (1792-1870), een dochter van de kunstschilder Bernardus Franciscus Ignatius de Hosson, een zoon van de bekendere kunstschilder Hermannus Fridericus Carolus de Hosson. 
Rond 1813 vertrok het gezin naar Antwerpen, waar Henri redacteur van een dagblad werd en later griffier bij de militaire krijgsraad. In Antwerpen gingen Martin en Jan Baptist naar de kunstacademie, wellicht door de invloed van hun stiefmoeder. In 1823 werd daar hun halfbroer Paul Tétar van Elven geboren. In 1827 verhuisde het gezin voor Henri's werk naar Sint-Jans-Molenbeek bij Brussel. Jan Baptist zette zijn studie voort aan de academie in Brussel. 
Op 12 november 1827 trouwde Jan met Françoise Sophie (Fanny) Noël (1795-1858), die een volle nicht van hem was, omdat haar moeder Sophie Tétar een zuster was van Anne. Haar vader was de uit Metz afkomstige koffiehuishouder Pierre Noël. In 1828 werd zoon Pierre geboren, in 1830 gevolgd door Sophia Henriëtte (Sophie, 1830-1900).
In 1830 tijdens de Belgische opstand is de gehele familie terugverhuisd naar Amsterdam. Daar werden nog drie kinderen geboren: Joseph Edouard  (Eduard, 1832-1859), Louisa Gerarda (Louise, 1834-1915) en Sophie Françoise (1839-1839). 
In 1833 wint Jan een prijs voor de eerste staalgravure die in Nederland is gemaakt, voorstellende een portret van de kroonprins, de latere Koning Willem II. De staalgravure is afgebeeld op het zelfportret dat Jan later maakt.   
In 1834 werd Jan Baptist daar directeur van de Tekenschool van de Maatschappij tot Nut van 't Algemeen. Tot zijn leerlingen behoorden zijn broer Paul, hun pleegbroer Henri Halle en Jans zonen Pierre en Eduard.  In 1844 besluit het Nut dat geen behoefte meer bestaat aan een tekenschool. Jan besluit samen met zijn collega Dirk Jurriaan Sluyter de tekenschool vanaf 1845 voor eigen rekening te exploiteren. De Maatschappij staat hen toe dit te doen in hetzelfde lokaal.    
In de jaren veertig ontplooit Jan zich steeds meer als kunstschilder in plaats van graveur. Hij wordt vooral bekend door zijn kerkinterieurs in de stijl van Johannes Bosboom. Jan maakt echter ook ander werk, zoals portretten en stadsgezichten.    
In 1853 is Jan getuige bij het huwelijk van Paul met Louise Schmit. Hij noemt zichzelf dan Jean Baptiste Tétar van Elven, beroep graveur.   
Jan woonde met zijn gezin in de Spinhuissteeg, op nummer 16 (buurtnummer 194), met hun dienstbode Anna Maria Verheijen, tot mei 1857. In april 1857 was Eduard al verhuisd. In het bevolkingsregister is Jan Baptist op dit adres genoteerd als kunstschilder en graveur.   
Van mei 1857 tot april 1858 wonen Jan en Fanny met hun beide dochters op het adres Haarlemmerdijk 523, waarbij als beroep van Jan Baptist kunstschilder is vermeld. Ook Eduard komt vanaf oktober 1857 weer bij hen wonen. In april 1858 verhuizen Jean Baptiste en Fanny met beide dochters naar de woning Kerkstraat 633. In december van dat jaar overlijdt Fanny daar, na een lang ziekbed.  
In 1859 overleed ook Eduard. Hij was op 15 april 1858 getrouwd met Sophie Bernardine Coquenet, een dochter van de glasschilder Pierre Joseph Coquenet en Marie Anne Sophie Lefèvre. De familie is afkomstig uit Nouvion. Na de dood van Eduard wordt zijn dochter Françoise geboren. Tijdens zijn korte leven was hij voornamelijk werkzaam als schilder van dieren, een in die tijd populair genre.   
Na Fanny's dood blijft Jan in Amsterdam wonen, met zijn dochters Sophie en Louise, vanaf april 1870 op het adres Korte Spinhuissteeg 6 (voorheen; Spinhuissteeg 200). Begin jaren zeventig werkt Jan korte tijd als tekenleraar aan de katholieke Hogere Burgerschool. Op 20 december 1877 vertrekt Jan naar Parijs, waar hij twee jaar verblijft, waarschijnlijk bij zijn zoon Pierre. In augustus 1878 verhuizen Sophie en Louise naar de Lauriergracht 9, waar ze een jaar blijven wonen. Vanaf augustus 1879 wonen zij op het adres Huidenstraat 18, waar Sophie als hoofd van het huishouden staat ingeschreven. Later wordt ook Jan Baptist ingeschreven, komende vanuit Parijs.  
In de jaren 1879-1881 werkten Jan en Pierre samen aan twee grote projecten: de Wintertuin van Grand Hotel Krasnapolsky en het panorama Het Beleg van Haarlem in 1572 en 1573 in het Panoramagebouw in de Plantage nabij Artis in Amsterdam. In 1881 verhuisde Pierre naar Italië, naar de Villa San Lorenzo in Tremezzo aan het Comomeer.  
Op 20 april 1886 verlaten Jan Baptist en zijn dochters Amsterdam om in Voorschoten te gaan wonen, waar hij in 1889 in wijk A nummer 3 overlijdt.   
Sophie en Louise verhuizen naar het bejaardenhuis het Sint-Jozefgesticht te Alphen aan de Rijn. Sophie wordt in 1896 overgeplaatst naar Rosmalen, waarschijnlijk naar de psychiatrische inrichting Coudewater, waar zij in 1900 overlijdt. In 1908 overlijdt ook Pierre, in Milaan. Hij laat vier dochters na. Louise sterft in Alphen in 1915.

## Werken in musea
Het werk van Jan Baptist Tétar van Elven bevindt zich niet alleen in particuliere collecties en in de collectie van Museum Paul Tetar van Elven, maar ook in de collecties van onder andere het Rijksmuseum, het Amsterdam Museum, het Kunstmuseum, het Museum Catharijneconvent en het Kröller-Müllermuseum.

## Afbeeldingen

Foto, abusievelijk geïdentificeerd als Jan Baptist Tétar van Elven, aangezien dit zijn broer Martin is.